# Drew Dober
Andrew "Drew" Martin Dober, född 19 oktober 1988 i Omaha, är en amerikansk MMA-utövare som sedan 2013 tävlar i organisationen Ultimate Fighting Championship.